# Christina Lekka
Christina Lekka (tiếng Hy Lạp:Χριστίνα Λέκκα) Là người mẫu đến từ Hy Lạp.
Cô giành được danh hiệu "B Miss Hellas" 1994 (tiếng Hy Lạp: Β Σταρ Ελλάς) tại cuộc thi Hoa hậu Hy Lạp 1994.
Christina là thí sinh đầu tiên và duy nhất của Hy Lạp cho đến nay chiến thắng ở cuộc thi Hoa hậu Quốc tế. Cô đăng quang năm 1994 trong lần tổ chức tại Ise, Nhật Bản.